# Australiens Grand Prix 1996
Australiens Grand Prix 1996 var det första av 16 lopp ingående i formel 1-VM 1996. Detta var det första F1-loppet som kördes i Melbourne.

## Resultat
1. Damon Hill, Williams-Renault, 10 poäng
2. Jacques Villeneuve, Williams-Renault, 6
3. Eddie Irvine, Ferrari, 4
4. Gerhard Berger, Benetton-Renault, 3
5. Mika Häkkinen, McLaren-Mercedes, 2
6. Mika Salo, Tyrrell-Yamaha, 1
7. Olivier Panis, Ligier-Mugen Honda
8. Heinz-Harald Frentzen, Sauber-Ford
9. Ricardo Rosset, Footwork-Hart
10. Pedro Diniz, Ligier-Mugen Honda
11. Ukyo Katayama, Tyrrell-Yamaha

### Förare som bröt loppet
- Pedro Lamy, Minardi-Ford (varv 42, säkerhetsbälte)
- Michael Schumacher, Ferrari (32, bromsar)
- Giancarlo Fisichella, Minardi-Ford (32, koppling)
- Rubens Barrichello, Jordan-Peugeot (29, motor)
- David Coulthard, McLaren-Mercedes (24, gasspjäll)
- Jos Verstappen, Footwork-Hart (15, motor)
- Jean Alesi, Benetton-Renault (9, kollision)
- Martin Brundle, Jordan-Peugeot (1, snurrade av)

### Förare som ej startade
- Johnny Herbert, Sauber-Ford

### Förare som ej kvalificerade sig
- Luca Badoer, Forti-Ford
- Andrea Montermini, Forti-Ford